# ティマイマ・ラヴィサ
ティマイマ・ラヴィサ（Timaima Ravisa、1988年5月1日 - ）は、フィジーの女子ラグビーリーグ、7人制ラグビー選手。

## プロフィール
- フィジーランバサ出身[1]。
- ポジションはセンター(CTB)。
- 身長 163cm、体重 60kg
- ラグビーリーグの選手だった[2]。

## 略歴
2016年、リオ五輪の7人制女子フィジー代表に選ばれた。
2020年、三重パールズに加入。